# Sócrates
Sócrates Brasileiro Sampaio de Souza Vieira de Oliveira (normalt bare kendt som Sócrates) (19. februar 1954 i Ribeirão Preto – 4. december 2011 i Sao Paulo) var en brasiliansk fodboldspiller, der spillede som offensiv midtbanespiller eller angriber på Brasiliens landshold. Han var i løbet af sin karriere, der strakte sig fra 1974 til 1989, tilknyttet klubberne Botafogo-SP, Corinthians, Fiorentina, Flamengo og Santos. Han blev brasiliansk mester med Flamengo i 1987.
Sócrates blev i 2004 udvalgt til FIFA 100, en kåring af de 125 bedste nulevende fodboldspillere gennem historien. Han blev desuden kåret til årets spiller i Sydamerika i 1983.
Sócrates døde 4. december 2011 efter kort tids sygdom.

## Landshold
Sócrates nåede i løbet af sin karriere at spille 69 kampe og score 25 mål for Brasiliens landshold, som han repræsenterede i årene mellem 1979 og 1986. Han var en del af den brasilianske trup til både VM i 1982 og VM i 1986, og deltog også i Copa América i 1979 og 1983.

## Titler
Brasiliansk mesterskab
- 1987 med Flamengo

- Wikimedia Commons har flere filer relateret til Sócrates